# Халенщадион
„Халенщадион“ е многофункционално съоръжение, разположено в квартал Ерликон в северен Цюрих. Използва се за спортни събития и концерт, има капацитет 14 000. Проектиран от Бруно Джакомети, той отваря врати на 4 ноември 1939 г. и е реновиран през 2004-05. Това е най-доброто място за забавление в Швейцария, тъй като много международни артисти са се изявявали на мястото, обхващайки широка гама от жанрове.

## Развлекателни събития в Халенщадион
- 14 април 1967 г. - Ролинг Стоунс - Европейско турне 1967 г. /European Tour 1967/;
- 16 май 1976 г. - Джетро Тъл - Турне "Твърде стар за рокендрол" /Too Old to Rock 'N' Roll Tour/;
- 15 юни 1976 г. - Ролинг Стоунс - Обиколката на Ролинг Стоунс в Европа '76 /The Rolling Stones Tour of Europe '76/;
- 28 октомври 1979 г. - АББА - Турне "АББА" /ABBA: The Tour/;
- 30 май 1980 г. - Боб Марли и The Wailers - Uprising Tour;
- 9 юни 1980 г.	- Флийтуд Мак - Tusk Tour;
- 30 април 1978 г. - 2 юли 1986 г. - Куийн - News of the World Tour, Jazz Tour, The Game Tour, Hot Space Tour, Magic Tour;
- 26 май –27 май 1984 г. - Елтън Джон - European Express Tour;
- 8 март 1985 г. - Тина Търнър - Private Dancer Tour;
- 10 март 1985 г. - Фил Колинс - The No Jacket Required World Tour;
- 26 март–27 март 1986 г. - Елтън Джон - Ice on Fire Tour;
- 4 май 1986 г. - Депеш Мод - Black Celebration Tour;
- 15 октомври 1986 г. - ЗиЗи Топ - Afterburner World Tour;
- 21 април–24 април 1987 г. - Тина Търнър - Break Every Rule World Tour
- 12 ноември 1987 г. - Депеш Мод - Afterburner World Tour;
- 10 ноември–11 ноември 1988 г. - Бон Джоуви - New Jersey Syndicate Tour;
- 3 май, 5 май–6 май 1989 г. - Елтън Джон - Reg Strikes Back Tour;
- 19 май–20 май 1989 г. - Би Джийс - One for All World Tour
- 12 октомври 1990 г. - Депеш Мод - World Violation Tour;
- 13 октомври 1990 г. - Тина Търнър - Foreign Affair: The Farewell Tour;
- 19 юни 1991 г. - Би Джийс - High Civilization World Tour;
- 14 май 1992 г. - Шер - Love Hurts Tour;
- 4 април–5 април 1993 г. - Бон Джоуви - Keep the Faith Tour;
- 21 май 1993 г. - Депеш Мод - Devotional Tour;
- 2 юни–3 юни 1993 г. - Елтън Джон - The One Tour;
- 27 май–28 май 1995 г. - Елтън Джон - Made in England Tour;
- 19 ноември 1995 г. - Селин Дион - D'eux Tour;
- 21 юни 1996 г. - ЗиЗи Топ - Continental Safari Tour;
- 1 ноември–2 ноември 1996 г. - Тина Търнър - Wildest Dreams Tour;
- 3 ноември–4 ноември 1996 г. - Селин Дион - Falling into You: Around the World;
- 25 септември 1998 г. - Депеш Мод - The Singles Tour;
- 9 ноември 1998 г. - Елтън Джон - Big Picture Tour;
- 3 ноември 1999 г. - Шер - Do You Believe?
- 25 октомври 2000 г. - Бритни Спиърс - Oops!... I Did It Again Tour;
- 24 ноември 2000 г. - Елтън Джон - Medusa Tour;
- 4 октомври 2001 г. - Депеш Мод - 	Exciter Tour;
- 29 юни–30 юни 2002 г. - Елтън Джон - Songs from the West Coast Tour;
- 26 октомври 2002 г. - ЗиЗи Топ - XXX Tour;
- 2 април 2003 г. - Шакира - Tour of the Mongoose;
- 27 април 2003 г. - Уестлайф - Unbreakable Tour;
- 22 ноември 2003 г. - Джъстин Тимбърлейк - The Justified World Tour;
- 20 май 2004 г. - Бритни Спиърс - The Onyx Hotel Tour;
- 29 май 2004 г. - Шер - Living Proof: The Farewell Tour;
- 14 декември 2005 г. - Елтън Джон - Peachtree Road Tour;
- 21 февруари–22 февруари 2007 г. - Шакира - Oral Fixation Tour;
- 2 юни 2007 г. - Джъстин Тимбърлейк - FutureSex/LoveShow;
- 18 юни 2007 г. - Барбра Стрейзънд - Streisand: The Tour;
- 24 юни 2008 г. - Селин Дион - Taking Chances World Tour;
- 15 февруари–16 февруари 2009 г. - Тина Търнър - Tina!: 50th Anniversary Tour;
- 22 март, 2 декември–3 декември 2009 г. - Пинк - Funhouse Tour;
- 6 април 2009 г. - Ей Си/Ди Си - Black Ice World Tour;
- 8 май 2009 г. - Лаура Паузини - LP World Tour;
- 6 декември–7 декември 2009 г. - Депеш Мод - Tour of the Universe;
- 19 април 2010 г. - Риана - Last Girl on Earth;
- 22 юни 2010 г. - Род Стюарт - Soulbook Tour;
- 14 ноември–15 ноември 2010 г. - Лейди Гага - The Monster Ball Tour;
- 17 ноември 2010 г. - Шакира - The Sun Comes Out World Tour;
- 25 февруари 2011 г. - Кейти Пери - California Dreams Tour;
- 8 април 2011 г. - Джъстин Бийбър - My World Tour;
- 8 юни 2011 г. - Шакира - The Sun Comes Out World Tour;
- 3 октомври 2011 г. - Бритни Спиърс - Femme Fatale Tour;
- 7 ноември, 10 декември 2011 г. - Риана - Loud Tour;
- 13 декември 2011 г. - Ред Хот Чили Пепърс - I'm with You World Tour;
- 2 март 2012 г. - Международен фестивал за кънтри музика, Риба Макинтайър
- 10 април 2012 г. - Лаура Паузини - Inedito World Tour;
- 26 септември–27 септември 2012 г. - Лейди Гага - Born This Way Ball;
- 22 март 2013 г. - Джъстин Бийбър - Believe Tour;
- 21 май 2013 г. - Пинк - The Truth About Love Tour;
- 20 юни 2013 г. - Кис - Monster World Tour;
- 29 юни–30 юни 2013 г. - Риана - Diamonds World Tour;
- 6 февруари 2014 г. - Лаура Паузини - The Greatest Hits World Tour;
- 14 февруари–15 февруари 2014 г. - Депеш Мод - The Delta Machine Tour;
- 14 април, 16 април 2014 г. - Джъстин Тимбърлейк - The 20/20 Experience World Tour;
- 7 юни 2014 г. - Майли Сайръс - Bangerz Tour;
- 20 юни 2014 г. - Блек Сабат - Black Sabbath Reunion Tour;
- 6 ноември 2014 г. - Лейди Гага - ArtRave: The Artpop Ball;
- 3 декември 2014 г. - Елтън Джон - Follow the Yellow Brick Road Tour;
- 28 януари 2015 г. - Ед Шийрън - x Tour;
- 1 март 2015 г. - Кейти Пери - Prismatic World Tour;
- 10 юни 2015 г. - Кис - Kiss 40th Anniversary World Tour;
- 12 декември 2015 г. - Мадона - Rebel Heart Tour;
- 28 февруари 2016 г. - Ели Голдинг - Delirium World Tour;
- 17 май–18 май 2016 г. - Адел - Adele Live 2016;
- 15 юни 2016 г. - Блек Сабат - The End Tour;
- 5 октомври–6 октомври 2016 г. - Ред Хот Чили Пепърс - The Getaway World Tour;
- 20 октомври 2016 г. - Лаура Паузини - Simili Tour;
- 17 ноември 2016 г. - Джъстин Бийбър - Purpose World Tour;
- 8 декември 2016 г. - Елтън Джон - Wonderful Crazy Night Tour;
- 19 март 2017 г. - Ед Шийрън - Divide Tour;
- 14 май 2017 г. - Шон Мендес - Illuminate World Tour;
- 11 февруари 2018 г. - Лейди Гага - Joanne World Tour;
- 1 юни 2018 г. - Кейти Пери - Witness: The Tour;
- 7 юни 2018 г. - Деми Ловато - Tell Me You Love Me World Tour;
- 22 юни 2018 г. - Шакира - El Dorado World Tour;
- 16 август 2018 г. - Джъстин Тимбърлейк - The Man of the Woods Tour;
- 24 октомври 2018 г. - Лаура Паузини - Fatti Sentire World Tour;
- 27 март 2019 г. - Ники Минаж - The Nicki Wrld Tour;
- 31 март 2019 г. - Шон Мендес - Shawn Mendes: The Tour;
- 4 юли 2019 г. - Кис - End of the Road World Tour;
- 9 октомври 2019 г. - Шер - Here We Go Again Tour;
- 13 октомври 2019 г. - Ариана Гранде - Sweetener World Tour;
- 13 февруари 2020 г. - Джонас Брадърс - Happiness Begins Tour;

## Други събития
61-вият конгрес на ФИФА се провежда на стадион Халенщадион на 31 май и 1 юни 2011 г.  и 65-ият конгрес на ФИФА се провежда там на 28 май и 29 май 2015 г. Извънредният конгрес на ФИФА през 2016 г. се провежда пак там на 26 февруари 2016 г. 